# Annales. Histoire, Sciences sociales
Annales. Histoire, Sciences sociales – francuskie czasopismo naukowe założone w 1929 roku przez Marca Blocha i Luciena Febvre'a.

## Historia
Periodyk był miejscem, w którym przedstawiano badania zgodne z założeniami prezentowanymi przez szkołę Annales. Czasopismo założone zostało w Strasburgu jako „Annales d’histoire économique et sociale”.
W 1929 roku pismo zaczęto wydawać w Paryżu; dotychczasowa nazwa utrzymała się do 1939 roku. W latach 1939–1942 i w 1945 roku tytuł brzmiał „Annales d’histoire sociale”. W latach 1942–1944 pismo ukazywało się jako „Mélanges d’histoire sociale”, a od 1946 do 1994 roku jako „Annales. Economies, sociétés, civilisations”. Od 1994 roku tytuł periodyku brzmi „Annales. Histoire, Sciences sociales”.

## Profil
Zakres tematów podejmowanych na łamach czasopisma był i jest szeroki, jednak główny nacisk kładzie się na historię społeczną i procesy długiego trwania, poddane metodom kwantytatywnym. Szczególną rolę, głównie we wcześniejszych numerach „Annales…”, przypisywano geografii. W późniejszym okresie, szczególnie od lat 60. tacy badacze jak Jacques Le Goff czy Georges Duby, skierowali profil czasopisma w stronę badań nad mentalnością (mentalité). W mniejszym stopniu w czasopiśmie zajmowano się historią polityczną, dyplomacji i biografiami wielkich ludzi.